# Arrière en Autriche-Hongrie pendant la Première Guerre mondiale
L'arrière en Autriche-Hongrie pendant la Première Guerre mondiale soutint l’effort militaire entrepris par la double monarchie en guerre dans des conditions matérielles très difficiles due au blocus maritime imposé aux empires centraux par les alliés et à une structure sociale fragile. L’Autriche-Hongrie, quatrième puissance industrielle d'Europe, souffrit du manque de cohésion de son empire multinational.

## Contexte
En 1914, la double monarchie se composait de l’Autriche ou Cisleithanie et de la Hongrie ou Transleithanie en référence à la Leitha, fleuve séparant l’Autriche de la Hongrie. Dans chaque entité le groupe dominant, allemand et hongrois, était minoritaire face aux autres éléments principalement slaves. La Cisleithanie était peuplée de 28,5 millions d’habitants dont 10 millions d’Austro-Allemands (80 % de catholiques), 6,5 millions de Tchèques, 3,8 millions de Slovaques, des Polonais majoritaire en Galicie, des slovènes et des Serbo-Croates, la Transleithanie de 20,8 millions d’habitants, 10 millions de Hongrois, 2 millions d’Austro-Allemands, 6,3 millions de Roumains et des Croates .
Le Premier ministre de Hongrie le Comte Tisza impose une magyarisation intense qui indispose les autres nationalités, Croates, Roumains et Slovaques  .
Cependant, l’autonomie des peuples n’est pas d’actualité en 1914.

## L'entrée en guerre
Contrairement à certaines craintes, la loyauté de plusieurs nationalités de l’empire d'Autriche-Hongrie ne fut pas mise en défaut à la mobilisation.
L'Autriche-Hongrie était la quatrième puissance industrielle en Europe, mais  elle n’avait pas la capacité politique permettant de soutenir une guerre aussi longue dont le financement n’avait pas été prévu.
Dès l’entrée en guerre, la loi martiale du 25 juillet 1914 supprime le droit de grève et une discipline très dure est imposée dans les usines.

## Evolution pendant la guerre

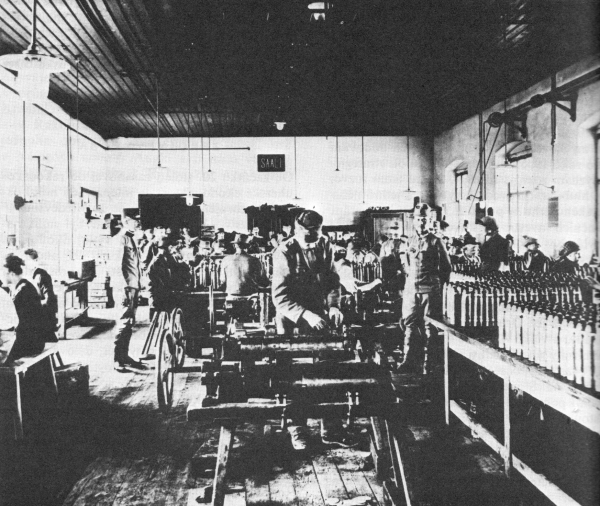
Fabrication de munitions dans une usine Skoda

Comme dans la plupart des pays belligérants, l’industrie est mobilisée pour l’effort de guerre. Ainsi, la part des fournitures de l’industrie sidérurgique à l’armée passe de 5 à 85 %.  La durée du travail augmente, couramment 70 heures par semaine, 110 heures dans le cas extrême des usines Skoda à Prague. La part des femmes dans les usines passe de 30 % en 1914 à 34 % en 1916. Elle atteint 50 % dans certaines usines de munitions. Le travail à domicile augmente également :  confection d’uniformes. Des ouvriers qualifiés sont rappelés du front.
L’État impose une planification économique avec la création d’offices centraux et la prise de contrôle des grandes entreprises. Le rôle des autorités militaires est particulièrement important dans cette économie dirigée, plus encore dans les autres pays belligérants.
Le ravitaillement fait défaut dans les grands centres industriels particulièrement à Vienne  car la récolte de céréales en Autriche tombe de 91 millions de quintaux en 1913 à 28,1 en 1917.
De plus, la Hongrie, principal fournisseur agricole de l’Autriche avant la guerre, privilégie sa population et restreint ses livraisons ; la Galicie, autre région productrice de blé, est un théâtre d’opérations militaire en 1914 puis est envahie par la Russie. Enfin, la mobilisation des transports pour l’armée perturbe l’acheminement des vivres et du charbon pour les civils.
À Vienne, on souffre du froid et de famine. Les aliments et les produits de première nécessité, savon, tissus, sont rationnés. Les centrales électriques ne fonctionnent plus car le charbon est destiné aux usines d’armement.
L’inflation est de 1500 % de 1914 à 1918 mais les salaires ne suivent pas .
Des grèves se produisent à Vienne en 1917. Des responsables sociaux-démocrates ayant accepté de collaborer avec le régime, des comités ouvriers sont reconnus dans les usines d’armement et un ministère de l’Assistance sociale est créé en juin 1917. Deux sociaux-démocrates sont nommés  à la direction du ravitaillement du ministère de la guerre dont Emmy Freundlich première femme à occuper un poste élevé de responsabilité dans l’Ètat autrichien.
Les impôts ont été augmentés et une contribution sur les personnes disposant de revenus élevés fut instituée mais ces ressources étaient très insuffisantes. Le financement de la guerre est donc assuré par l’emprunt et surtout par la planche à billets.
Dans ces conditions d’extrême misère, l’économie a réussi à augmenter considérablement sa production et à approvisionner l’armée.

## La fin de la guerre
La situation empire en 1918. De grandes grèves politiques éclatent dans les usines métallurgiques de Vienne auxquelles participent plus de 700 000 ouvriers. Le haut commandement autrichien rappela des troupes pour assurer l'ordre.
La famine devint dramatique. On estime que 2 millions de personnes seraient mortes de faim dans les empires centraux. De plus l’épidémie de grippe espagnole fait des ravages.
150 000 réfugiés venant principalement de Galicie sont réfugiés à Vienne
L’antisémitisme qui a sévi pendant toute la guerre s’accroît .
L’État austro-hongrois connaît une désaffection croissante de ses minorités
De la fin septembre au début de novembre 1918, l’Empire se désagrège avec la proclamation d’un État indépendant par le Conseil national tchèque le 16 septembre, celle d’un État sud-slave décidé le 5 octobre à Zagreb, la formation d’un Comité national polonais à Cracovie le 11 octobre.
La retraite des soldats s'effectue dans l'anarchie, beaucoup ne sachant plus où aller. De nombreux germanophones des territoires orientaux se réfugient à Vienne.
L’Autriche-Hongrie n’avait pas les moyens politiques de soutenir une si longue guerre.